# PRIDE王
『PRIDE王』（プライドキング）は、2001年4月10日から2006年5月30日まで東海テレビで放送されたスポーツ情報番組。

## 概要
PRIDE関連の情報を取り扱っていた番組で、毎回ナビゲーター兼リポーターの佐藤江梨子がPRIDEの現場に突撃取材を掛けていた。PRIDE関連の情報のみならず、映画『殴者 NAGURIMONO』についても取り上げるなど、ドリームステージエンターテインメント（以下DSE）に関する話題なら何でも取り扱っていた。
また、前番組『PRE-PRIDE』から引き続き、「PRIDEでも通用するような若手格闘家発掘プロジェクト」を定期的に行っていた。この企画では、第3代から第6代までの王者が発掘された。その中でも第4代王者の岡見勇信は、現在日本人でUFCタイトルを次に獲る男として注目されている。
この番組は基本的には製作局の東海テレビのみで放送されていたが、一時期はスカイパーフェクTV!2のFIGHTING TV サムライでも数週から数か月遅れで放送されていた。後に放送回数200回を超える長寿番組となったが、2006年6月5日にフジテレビがDSEとの契約を解除してPRIDEの放送打ち切りを決定すると、東海テレビもそれに追随。放送が予定されていた同年6月6日放送分は急遽単発の紀行番組に差し替えられ、番組自体もそのまま打ち切られた。かつて存在していた番組公式サイトでは「都合により放送を休止」とアナウンスされていたが、その後も番組の放送が再開されることはなかった。

## 放送時間
時刻はいずれもJST。
- 毎週火曜 24:40 - 25:10 （2001年4月 - 2003年3月）
- 毎週火曜 24:35 - 25:05 （2003年4月 - 2006年5月）

## 出演者
- 佐藤江梨子 - ナビゲーター。リポーターも兼任。

## スタッフ
- 協力 - ドリームステージエンターテインメント
- ナレーター - 田中隆二
- ディレクター - 洲崎学、森野智弘
- プロデューサー - 神原光博、石部生憲
- 制作協力 - エキスプレス
- 制作著作 - 東海テレビ

| 東海テレビ 火曜24:40枠 → 火曜24:35枠 | 東海テレビ 火曜24:40枠 → 火曜24:35枠 | 東海テレビ 火曜24:40枠 → 火曜24:35枠         |
| 前番組                               | 番組名                               | 次番組                                       |
| ------------------------------------ | ------------------------------------ | -------------------------------------------- |
| PRE-PRIDE （24:40 - 25:10）          | PRIDE王 （2001年4月 - 2006年5月）    | たけしのコマネチ大学数学科 （24:35 - 25:05） |